# 大昌 (年號)
大昌（대창），新羅年号，第24代真興王二十九年（568年）六月到三十二年（571年）使用。
真興王三十三年（572年）正月改元鴻濟。

## 西历对照表
| 大昌 | 元年  | 二年  | 三年  | 四年  |
| 西历 | 568年 | 569年 | 570年 | 571年 |
| 干支 | 戊子  | 己丑  | 庚寅  | 辛卯  |

## 出典
《三国史記》卷四・新羅本紀・真興王紀
二十九年。改元大昌。夏六月。遣使於陳。貢方物。
《三国史記》卷四・新羅本紀・真興王紀
三十三年春正月。改元鴻濟。